# Skyman
Skyman — ограниченная серия комиксов, состоящая из 4 выпусков, которую в 2014 году издавала компания Dark Horse Comics.

## Синопсис
Пьяный Скаймен случайно убивает невинного человека. Тогда руководители одноимённой программы обращаются к Эрику Риду, сержанту ВВС США, чтобы он стал новым Скайменом.

### Выпуски
| № | Дата выхода     | Оценка на Comic Book Roundup    | Предполагаемый объём продаж (первый месяц) |
| - | --------------- | ------------------------------- | ------------------------------------------ |
| 1 | 15 января 2014  | 7,4 из 10 на основе 19 рецензий | 4 751, позиция в Северной Америке — 304    |
| 2 | 19 февраля 2014 | 8 из 10 на основе 10 рецензий   | 3 200, позиция в Северной Америке — 346    |
| 3 | 19 марта 2014   | 8,3 из 10 на основе 7 рецензий  | 2 746, позиция в Северной Америке — 373    |
| 4 | 16 апреля 2014  | 8,2 из 10 на основе 7 рецензий  | н/д                                        |

### Ваншоты
| Название                                      | Дата выхода   | Оценка на Comic Book Roundup   |
| --------------------------------------------- | ------------- | ------------------------------ |
| Skyman: First Contact with Project Black Sky! | 5 ноября 2014 | 8,7 из 10 на основе 1 рецензии |

### Сборники
| Название                       | Тип            | Дата выхода    | Собранный материал | Кол-во страниц | ISBN                             | Предполагаемый объём продаж (первый месяц) |
| ------------------------------ | -------------- | -------------- | ------------------ | -------------- | -------------------------------- | ------------------------------------------ |
| Skyman Vol. 1: The Right Stuff | Мягкая обложка | 6 августа 2014 | Skyman #1-4        | 112            | 978-1-61655-439-2, 1-61655-439-8 | 432, позиция в Северной Америке — 279      |

## Отзывы
На сайте Comic Book Roundup серия имеет 8 баллов из 10 на основе 43 рецензий. Бенджамин Бейли из IGN дал первому выпуску оценку 6,8 из 10 и посчитал, что «у Skyman неплохое начало». Дуг Завиша из Comic Book Resources писал, что «Skyman #1 — это обыденный первый выпуск, который предлагает потенциал для будущих выпусков». Марк Бакстон из Den of Geek поставил дебюту 2 звезды с половиной из 5 и отметил, что «было бы лучше, если бы Рид добровольно взялся за свою новую роль», а не чтобы его сначала похитило правительство США. Джен Апрахамян из Comic Vine дала первому выпуску 4 звезды из 5 и подчеркнула взаимодействие персонажей.